# Isola dei Laghi
Isola dei Laghi (« île des lacs » en italien ; « ìxoła dei Łaghi » en langue vénitienne) est une île (8,5 ha de superficie) de la lagune de Venise, en Italie. Elle est située immédiatement au nord de Mazzorbetto et Torcello.

## Description
Il s'agit d'une île de formation récente qui a été ajoutée aux cartes de la lagune. Jusque dans les années 1960, la zone n'était rien d'autre qu'une zone de marais salants appelée palude dei Laghi, qui s'est ensuite ensablée en raison du déversement de boue provenant du creusement de certains canaux. Pour cette raison, elle n'a jamais été habité et est dépourvu de bâtiments, à l'exception de quelques cabanes utilisées pour l'horticulture.
Depuis 1990, l'île a été mise en valeur par des institutions et associations avec la création de plusieurs jardins potagers. Il est prévu d'inclure un parc agro-naturel dans le complexe du Parc de la lagune.
Propriété de la municipalité, seule la partie sud, adjacente au canal Taglio, appartient à un particulier.